# Кіндсбах
Кіндсбах (нім. Kindsbach) — громада в Німеччині, розташована в землі Рейнланд-Пфальц. Входить до складу району Кайзерслаутерн. Складова частина об'єднання громад Ландштуль.
Площа — 8,80 км2. Населення становить 2441 ос. (станом на 31 грудня 2020).

## Галерея

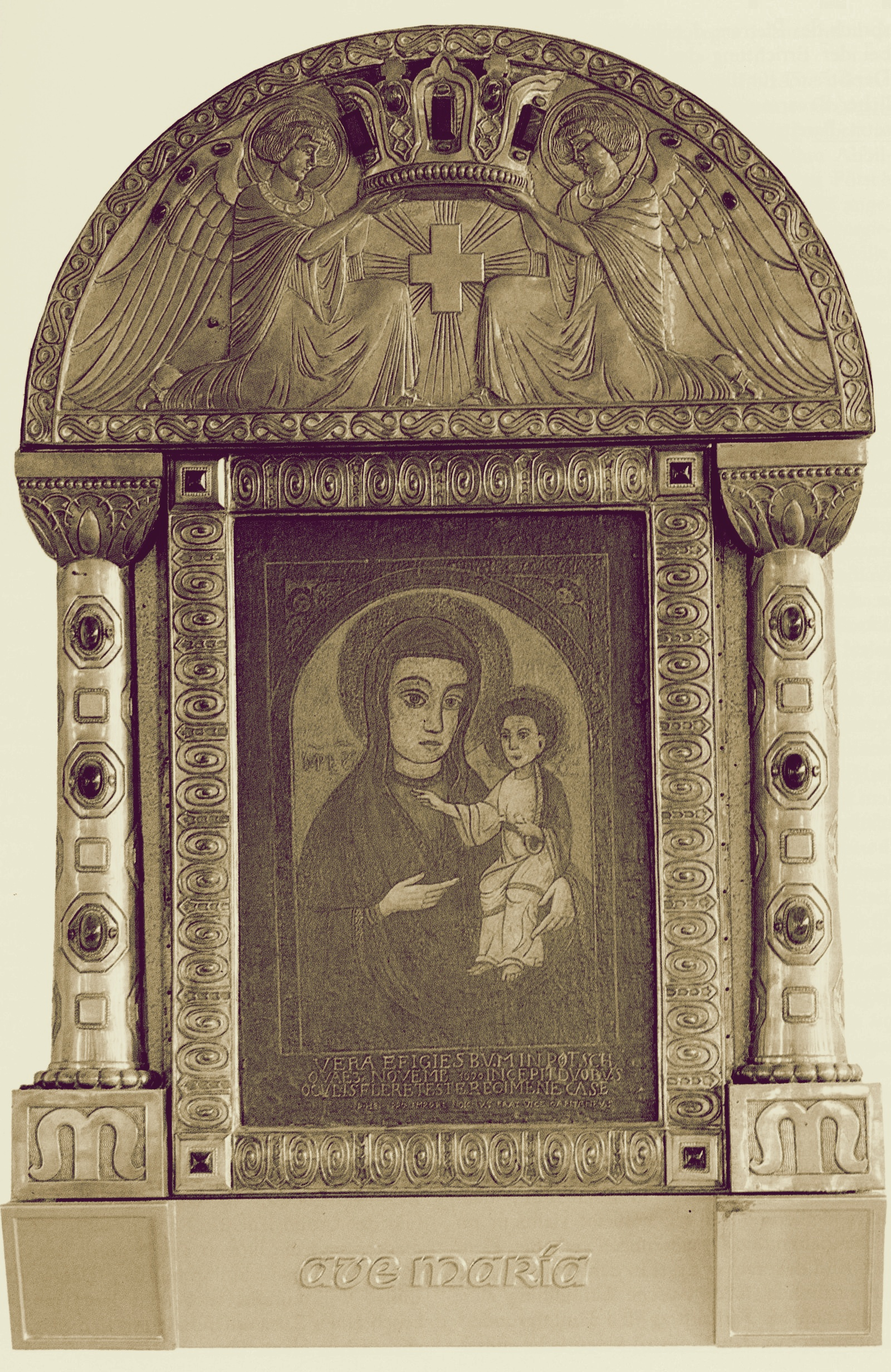